# بادي أرمور
بادي أرمور (بالإنجليزية: Buddy Armour)‏ هو لاعب كرة قاعدة أمريكي، ولد في 27 أبريل 1915 في جاكسون في الولايات المتحدة، وتوفي في 1 أبريل 1974 في كاربوندال في الولايات المتحدة.